# Museu d'Art Mori
El Museu d'Art Mori (en japonès 森美術館, Mori Bijutsukan) és un museu d'art contemporani fundat pel magnat de la construcció Minoru Mori (1934–2012) al complex Roppongi Hills de Tòquio, la capital del Japó. El museu es troba a la planta 35 de les 45 de la torre i realitza exposicions temporals d'obres d'artistes contemporanis, principalment asiàtics.
El primer director del Museu d'Art Mori va ser David Elliott (2003-2006), després Fumio Nanjo (2006-2019) i Mami Kataoka n'és la directora d'ençà del 2019.
Entre els artistes l'obra dels quals s'ha exposat al museu hi ha Ai Weiwei, Gohar Dashti, Tokujin Yoshioka i Bill Viola. El Museu d'Art Mori disposa d'una col·lecció que inclou obres d'art d'Ai Weiwei, Makoto Aida, Mako Idemitsu, Yayoi Kusama, Mariko Mori, Yoko Ono i Araya Rasdjarmrearnsook, entre molts d'altres.